# Molibden
Molibdén je kemični element, ki ima v periodnem sistemu simbol Mo in atomsko število 42. Molibden je prehodna kovina. Čista kovina je srebrnkasto bele barve in zelo trdna, ter ima enega od najvišjih vrelišč od vseh čistih elementov. V majhnih količinah je molibden učinkovit za jačanje jekla. Pomemben je tudi v prehrani rastlin in ga najdemo v določenih encimih, vključno s ksantin oksidazo.

## Biokemija
Najpomembnejšo vlogo v živih organizmih ima molibden kot kovinski heteroatom v aktivnem mestu različnih encimov. Je esencialni element za vse aerobne organizme, kjer je sestavni del več kot petdesetih, večinoma bakterijskih, encimov, pomembnih zlasti za presnovo dušikovih in žveplovih spojin. Pri bakterijah in rastlinah je vgrajen v encima nitrat-reduktazo in nitrogenazo, ki omogočata redukcijo nitratov do nitritov in redukcijo elementnega dušika do amonijevih ionov, ki je energijsko zelo potratna in v običajnih pogojih brez učinkovitega katalizatorja ne poteka. Pri sesalcih in ljudeh je molibden prisoten v treh encimih: ksantinoksidazi, aldehid-oksidazi in sulfit-oksidazi. Za vse omenjene encime je značilno, da katalizirajo eno- ali dvoelektronske redoks reakcije, ki so pogosto sklopljene med seboj. Molibden je z izjemo nitrogenaz, kjer je vključen skupaj z železovimi (III) in sulfidnimi ioni v kofaktor molibdoferedoksin, v vseh encimih prisoten kot edini kovinski ion, vgrajen v specifični triciklični molibdenski kofaktor. Motnje v biosintezi molibdenskega kofaktorja, ki so posledica mutacije genov za ustrezne encime, so znane tudi pri ljudeh in so nezdružljive z življenjem.

## Količine v telesu in vnos
V človeškem telesu je okoli 0,07 mg molibdena na kilogram telesne teže. Višje koncentracije so v jetrih in ledvicah.
Povprečni dnevni vnos molibdena znaša med 0,12 in 0,2424 mg, odvisno od vsebnosti v zaužiti hrani. V svinjskih, ovčjih in govejih jetrih ga je okoli 1,5 ppm, drugi viri z znatno vsebnostjo molibdena so še grah, jajca, sončnična semena, pšenična moka, navadna leča, kumare in žita. Molibdena, zlasti v obliki molibdatnih ionov, zaužijemo z vsakodnevno prehrano bistveno več, kot ga potrebuje organizem, zato dodajanje molibdenovih spojin osnovni prehrani ni smiselno. Pri ljudeh razen v enem dokumentiranem primeru namreč niso znani primeri pomanjkanja samega elementa, prav tako pa pri koncentracijah, ki smo jim vsakodnevno izpostavljeni, niso bili opaženi specifični toksični učinki.